# Bow Ditama
Bow Ditama (ぢたま某?, Ditama Bō; Inazawa, ...) è un fumettista giapponese, noto come autore di manga erotici, in particolare delle serie Mahoromatic (1999–2004), Kiss×Sis (2005–2021) e Fight ippatsu! Jūden-chan!! (2006–2013).